# あと1cmのミライ
「あと1cmのミライ」（あといっセンチのミライ）は、D☆DATEの1枚目のシングル。2010年12月1日にユニバーサルミュージックから発売された。
D-BOYSから生まれた、五十嵐隼士・荒木宏文・瀬戸康史・中村優一・堀井新太によるスペシャルユニットのデビューシングルである。

## 解説
初回限定盤A・初回限定盤B・通常盤の3種形態での発売で、初回盤と通常盤ではカップリングが異なる。収録曲すべての作詞をメンバー自身が手掛けている。中村は休業中であったために、作詞以外の活動全般に参加していない。
CD発売当日は東京・赤坂BLITZで記者会見が行われ、CD発売日前後には大阪・福岡・名古屋・千葉でミニライブや握手会が行われた。メンバーが出演するテレビ番組『D-BOYS BE AMBITIOUS』では、新メンバーの堀井が「宣伝隊長」となり、名古屋市内の数か所を回りチラシ配りなどを行った。
通常盤のカップリング「想い D☆DATE Version」は、D-BOYSの舞台『D-BOYS STAGE 2010 trial-2「ラストゲーム」』の劇中歌として発表された楽曲である。後に、東日本大震災被災者支援・復興支援を目的にユニバーサルミュージックから発売（配信限定）されたコンピレーション・アルバム『アイのうた〜東日本大震災チャリティ・アルバム』に収録された。

## 収録曲

### 初回限定盤A
品番：UMCC-5903
CD
1. あと1cmのミライ [4:10]
  - 作詞：D☆DATE / 作曲・編曲：齋藤真也
2. 応援歌  [4:16]
  - 作詞：D☆DATE / 作曲・編曲：斎藤悠弥
3. あと1cmのミライ （instrumental）
4. 応援歌 （instrumental）

DVD
1. ビデオクリップ
2. メイキング映像

### 初回限定盤B
品番：UMCC-5904
CD
※初回限定盤Aに同じ
特典
- メンバーのソロ絵柄による差し替えジャケット（ランダムに封入）

### 通常盤
品番：UMCC-5031
1. あと1cmのミライ
2. 想い D☆DATE Version  [4:45]
  - 作詞：瀬戸康史、中村優一 / 作曲・編曲：Funta7
3. あと1cmのミライ （instrumental）
4. 想い D☆DATE Version （instrumental）